# Gyertyámos
 Gyertyámos (románul:  Cărpiniș, németül:  Gertianosch, Gertjanosch) falu Romániában, a Bánságban, Temes megyében, az azonos nevű község központja. Az első világháborúig Torontál vármegye Csenei járásához tartozott. 2004-ben az addig hozzá tartozó Nagyjécsa falu önálló községgé vált.

## Nevének változásai
1920-ban Gertiamoș, Cârpeniș az elnevezése.

## Népessége
- 1900-ban 7385 lakosából 7034 volt német, 149 magyar, 66 román, 136 egyéb (12 szerb)  anyanyelvű; 7290 római katolikus, 63 ortodox, 17 görögkatolikus, 7 evangélikus, 5 református és 3 zsidó vallású.
- 2002-ben a 7166 lakosából 6196 volt román,  540 cigány, 283 magyar, 124 német, 9 szerb és 14 egyéb, 5306 ortodox, 871 római katolikus, 644 pünkösdista, 90 baptista, 77 görögkatolikus, 77 református, 81 adventista és 20 egyéb vallású.

## Története
Borovsky Samu így ír a településről  Torontál vármegye községei című munkájában:
„ A középkorban is találunk egy hasonnevű helységet a vármegye területén, mely az egykori Torontál vármegye szélén feküdt. Az 1377-1399. években e helységben a Gyertyámosi Csépi család volt birtokos. Ez a helység azonban a hódoltság alatt elpusztult. A hódoltság alatt a régi Gyertyámos közelében Mali Tovin (Dobin) nevű telep keletkezett, melynek szerb és románajkú lakosai gerencsérek és bognárok voltak. Ezeket azután 1778-ban a mai Gyertyámosra telepítették; de mivel az utóbbiak itt nem találtak elég fát, elköltöztek s helyükbe Hatzfeldről (Zsombolya) 18 fiatal házaspár költözött ide. 1784-ben újabb német települők érkeztek a községbe, mégpedig ismét Zsombolyáról 15 család, Luxemburgból, valamint a Schwarzwald környékéről 50 család. A beköltözködés után, 1785-ben, plébánia keletkezett a helységben, de imaházul ideiglenesen az iskolaépület szolgált. A templom alapkövét 1803 június 1-jén tette le Kőszeghy László csanádi püspök és a templom 1804-ben készült el. 1801-ben a helység a billédi uradalommal együtt a zágrábi püspökség birtokába ment át, mely azokat hűbérül adta a gróf Sermage és a Bonazzi családoknak. 1838-ban gróf Sermage Lajos és Bonazzi Antal voltak a helység földesurai. 1831 augusztus 25-től deczember elejéig a község 40 lakosa halt el kolerában. E járvány 1836-ban, 1849-ben, 1859-ben, 1866-ban és 1873-ban is megismétlődött. 1848 november 11-én Nagy Sándor honvédőrnagy, a ki a nagykikindai kerület szemmeltartására volt kiküldve, a helységet megszállván, innen Kisbecskerekre ütött, honnan az ellenséget kiűzte. Néhány nappal később azonban a Gyertyámoson visszahagyott kisebb magyar népfelkelőcsapatot a temesvári várból kiküldött császáriak megtámadták, mely alkalommal 19-en estek el a magyarok közül. ...